# Nepal ai Giochi della XXVIII Olimpiade
Il Nepal partecipò ai Giochi della XXVIII Olimpiade, svoltisi ad Atene, Grecia, dal 13 al 29 agosto 2004, con una delegazione di 6 atleti impegnati in quattro discipline.

## Risultati

### Atletica leggera
| Q | Qualificato al turno successivo per la Classifica in qualificazione                                                          |
| q | Qualificato per il turno successivo per ripescaggio o, negli eventi su campo, conquistando la misura minima per qualificarsi |

Maschile
Eventi su pista e strada
| Atleta                    | Evento | Batteria  | Batteria   | Finale          | Finale          |
| Atleta                    | Evento | Risultato | Classifica | Risultato       | Classifica      |
| ------------------------- | ------ | --------- | ---------- | --------------- | --------------- |
| Rajendra Bahadur Bhandari | 5000 m | 14'04"89  | 6º         | non qualificato | non qualificato |

Femminile
Eventi su pista e strada
| Atleta            | Evento       | Batteria  | Batteria   | Semifinale      | Semifinale      | Finale          | Finale          |
| Atleta            | Evento       | Risultato | Classifica | Risultato       | Classifica      | Risultato       | Classifica      |
| ----------------- | ------------ | --------- | ---------- | --------------- | --------------- | --------------- | --------------- |
| Kanchhi Maya Koju | 1500 m piani | 4'38"17   | 15ª        | non qualificata | non qualificata | non qualificata | non qualificata |

### Nuoto
Maschile
| Atleta         | Evento     | Batteria  | Batteria   | Semifinale      | Semifinale      | Finale          | Finale          |
| Atleta         | Evento     | Risultato | Classifica | Risultato       | Classifica      | Risultato       | Classifica      |
| -------------- | ---------- | --------- | ---------- | --------------- | --------------- | --------------- | --------------- |
| Alice Shrestha | 100 m rana | 1'12"25   | 59º        | non qualificato | non qualificato | non qualificato | non qualificato |

Femminile
| Atleta        | Evento     | Batteria  | Batteria   | Semifinale      | Semifinale      | Finale          | Finale          |
| Atleta        | Evento     | Risultato | Classifica | Risultato       | Classifica      | Risultato       | Classifica      |
| ------------- | ---------- | --------- | ---------- | --------------- | --------------- | --------------- | --------------- |
| Nayana Shakya | 100 m rana | 1'32"92   | 47ª        | non qualificata | non qualificata | non qualificata | non qualificata |

### Taekwondo
Femminile
| Atleta         | Evento | Ottavi               | Quarti               | Semifinali           | Ripescaggio 1        | Ripescaggio 2        | Finale / FB          | Pos. |
| Atleta         | Evento | Avversaria Punteggio | Avversaria Punteggio | Avversaria Punteggio | Avversaria Punteggio | Avversaria Punteggio | Avversaria Punteggio | Pos. |
| -------------- | ------ | -------------------- | -------------------- | -------------------- | -------------------- | -------------------- | -------------------- | ---- |
| Sangina Baidya | −49 kg | Chen Sh (TPE) P 0–4  | non qualificata      | non qualificata      | Mora (COL) P (-1)–5  | non qualificata      | non qualificata      | 7ª   |

### Tiro a segno/volo
Maschile
| Atleta        | Evento                       | Qualificazioni | Qualificazioni | Finale          | Finale          |
| Atleta        | Evento                       | Punti          | Classifica     | Punti           | Classifica      |
| ------------- | ---------------------------- | -------------- | -------------- | --------------- | --------------- |
| Tika Shrestha | Carabina 10 m aria compressa | 579            | 46º            | non qualificato | non qualificato |